# Pierre Duchâtel
Pour les articles homonymes, voir Duchâtel.
Pierre Duchâtel [Du Chastel, Castellanus, ou Pierre Castellan], aumônier de François Ier , lettré, évêque, maître de la Librairie du Roi et directeur du Collège royal (actuel Collège de France), né à Arc-en-Barrois vers 1480, mort à Orléans en prêchant le 3 février 1552.

## Biographie
Fils de Quentin Duchâtel, Pierre étudie à Dijon, et est, dès l'âge de 16 ans, en état d'enseigner le latin et le grec. À la recommandation d'Érasme, il est employé pendant quelque temps à Bâle en Suisse comme correcteur dans l'imprimerie de Froben. Il se met ensuite à voyager et il visite l'Italie, l'Égypte, la Palestine, la Syrie et la Grèce.
À son retour, il est présenté par le cardinal Jean du Bellay au roi de France François Ier qui, goûtant son esprit, le nomme son lecteur ordinaire en 1537.
Il devient évêque de Tulle en 1544, de Mâcon en 1549, puis d'Orléans en 1551 ; il est aussi aumônier de François 1er et de la Chapelle royale.
Duchâtel dirige le Collège royal (futur Collège de France) et est nommé en 1540 maître de la Librairie du Roi, c'est-à-dire de sa Bibliothèque, alors située à Blois (plus tard à Fontainebleau). De 1540 (succédant à Guillaume Budé) à 1552 (précédant Pierre de Montdoré), il persévère dans la politique d'acquisition initiée par Budé et commissionne les voyages de plusieurs lettrés en Orient (tels Guillaume Postel, André Thevet ou Pierre Gilles) pour ramener des manuscrits.
En 1544, il dirige la réunion de la librairie du château de Blois à celle du château de Fontainebleau,.
Pierre Duchâtel défend les droits de l'Église gallicane et se pose en protecteur de Robert Estienne et Étienne Dolet, qu'il fait sortir de prison en 1543.
Il meurt d'apoplexie  le 3 février 1552 en prêchant 